# Semliki
La Semliki est une rivière d'Afrique centrale, dans la région des Grands lacs, et un affluent du Nil Albert ou Nil Blanc.

## Géographie
D'une longueur de 230 kilomètres, elle coule du Lac Édouard vers le Nord, dans la république démocratique du Congo, et débouche dans le Lac Albert  ou lac Mobutu, en formant un delta au nord ouest de l'île Rukwanzi en république démocratique du Congo (à plus de 4 km de la frontière avec l’Ouganda).

## Hydrologie

### Débit à la confluence
Le débit de la Semliki, d'après l'Atlas des Ressources en Eau du Basin du Nil, est de 158 m3/s, à son entrée dans le Lac Albert (5 km3/an). C'est donc un apport limité au débit du Nil, mais régulier, et en mars-avril 16 % de l'eau du Nil qui atteint l'Égypte vient de la Semliki, autant que le Nil Bleu.

## Aménagements et écologie
Une large faune (éléphants, crocodiles, antilopes) vit dans les environs de la rivière Semliki.
La Semliki est sur le trajet de la source la plus haute du Nil, qui naît dans les montagnes du Ruwenzori. Ce nom veut dire faiseur de pluie dans la langue des tribus d'altitude ougandaises et congolaises, les Konjos et les Nandes. Dans ce massif, l'eau du ciel tombe plus de 300 jours par an. Ses forêts sont une éponge gonflée d'humidité. Les torrents qui se déversent en cataracte sur les fortes pentes de ce cimetière végétal grossissent le lac Edouard, d'où sort la Semliki qui se jette dans le lac Albert ou lac Mobutu, alimenté également par le Nil Victoria, et d'où sort le Nil Blanc.
- Coordonnées de la forêt naturelle de Nyungwe : 2° 16′ 55,92″ S, 29° 19′ 52,32″ E